# Eduardo Zamacois y Zabala

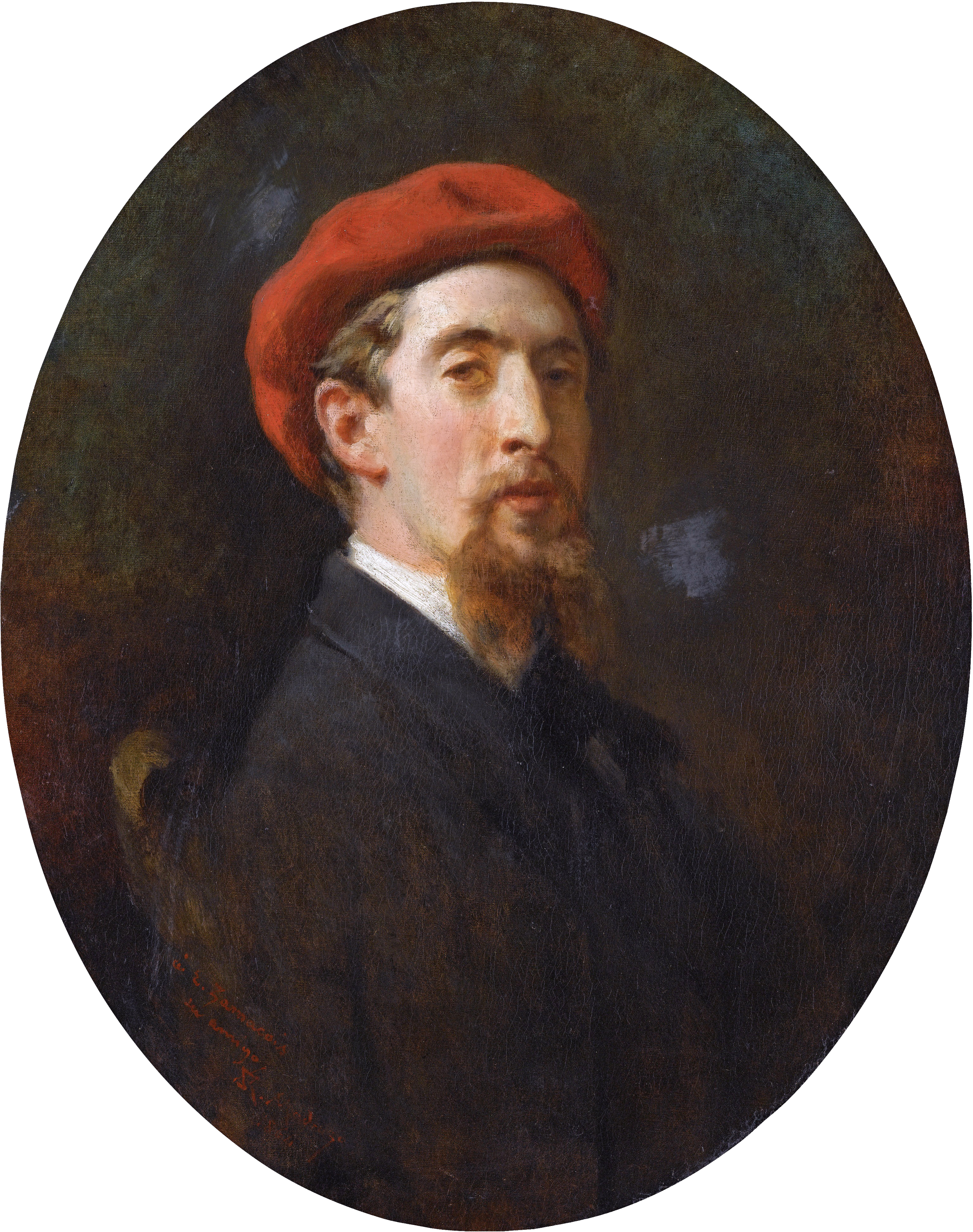
Eduardo Zamacois (Raimundo Madrazo, 1863)

Eduardo Zamacois y Zabala (2 julho 1841 - 14 de janeiro 1871) foi um pintor espanhol nascido em Bilbao, na Espanha, em 1841. Mudou-se para Madrid em 1859, onde matriculou-se na Real Academia de Bellas Artes de San Fernando e estudou com Federico de Madrazo. Em 1860, estudou com Jean-Louis-Ernest Meissonier (1815-1891) em Paris. Alcançou sucesso no Salão de Paris de 1867 com o quadro Buffon au 16e siècle.
Zamacois y Zabala está associado tanto com o classicismo como com a arte anti-clerical. É conhecido por ter empregado o pintor suíço Edouard Castres (1838-1902) como seu assistente. Morreu em Madrid em 1871, com apenas 29 anos.

## Galeria

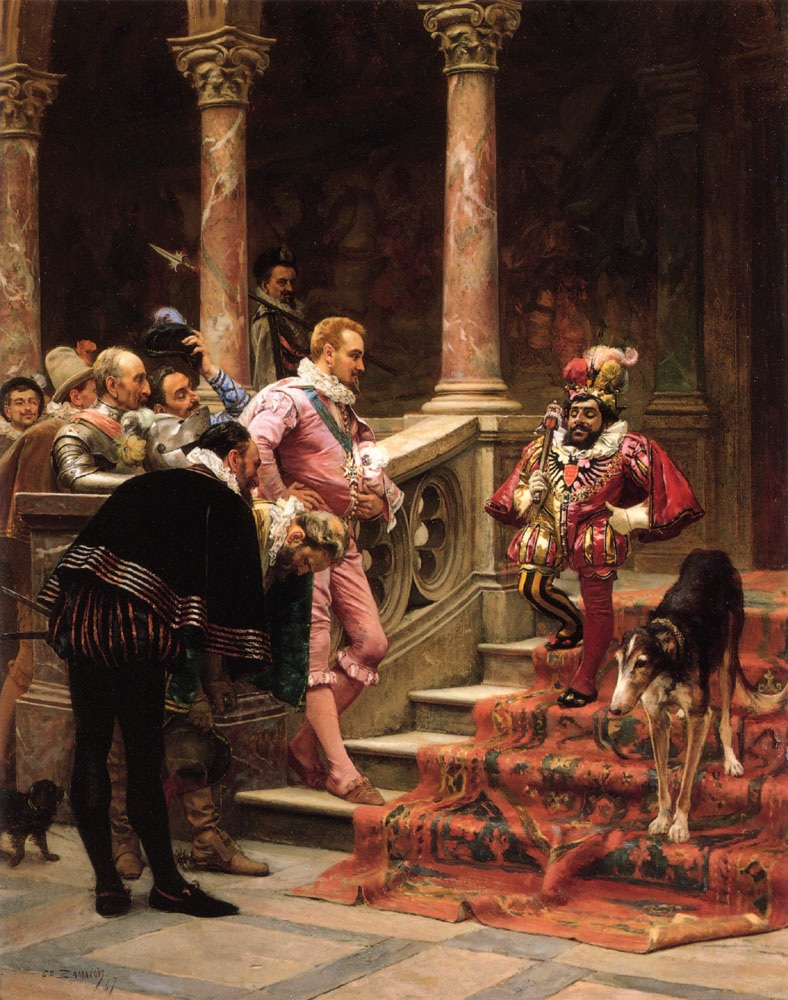
The Favourite of the King (Frankel Family Trust Collection, Dallas, 1865-67).
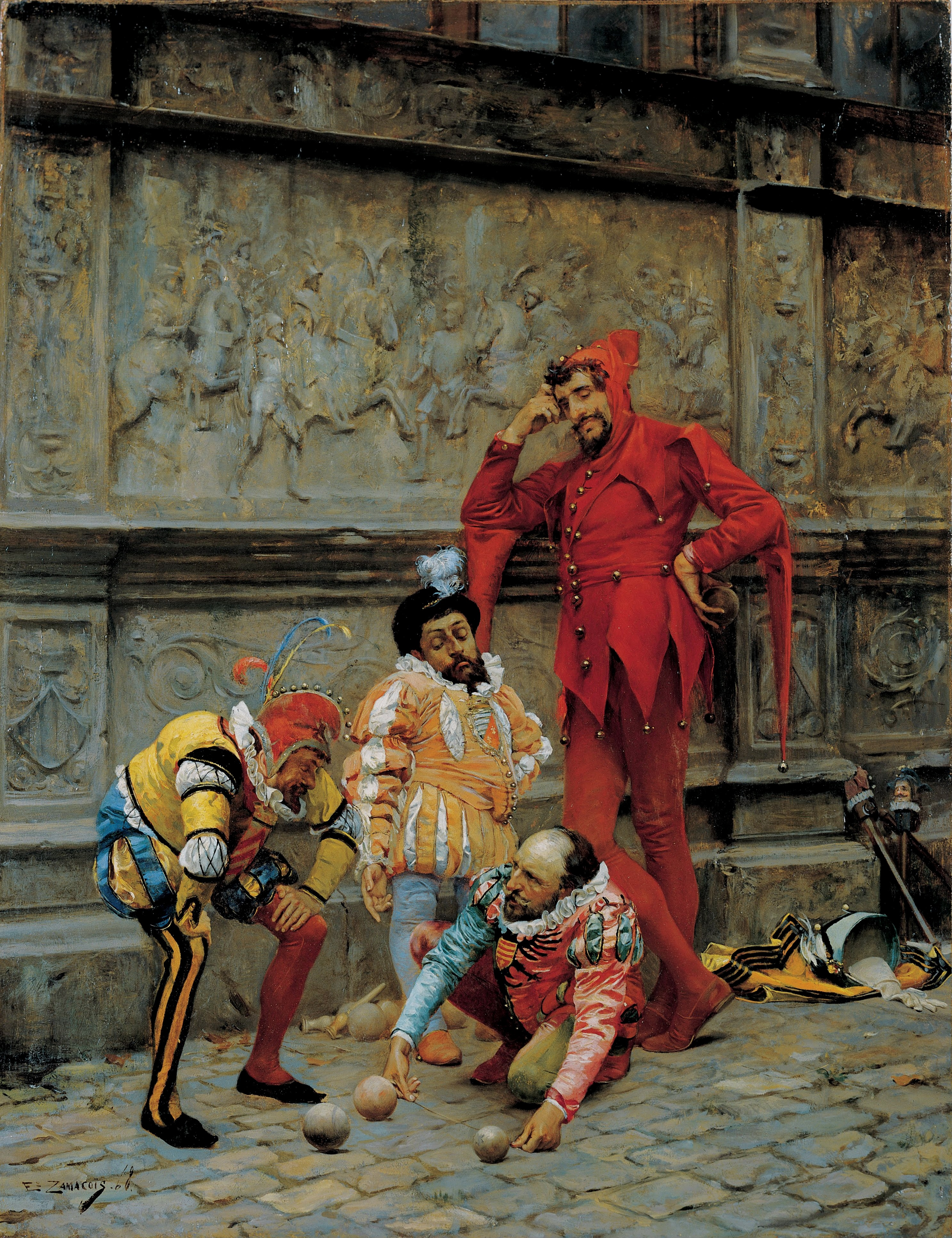
Jesters playing Cochonnet (Bilbao Fine Arts Museum, 1868).
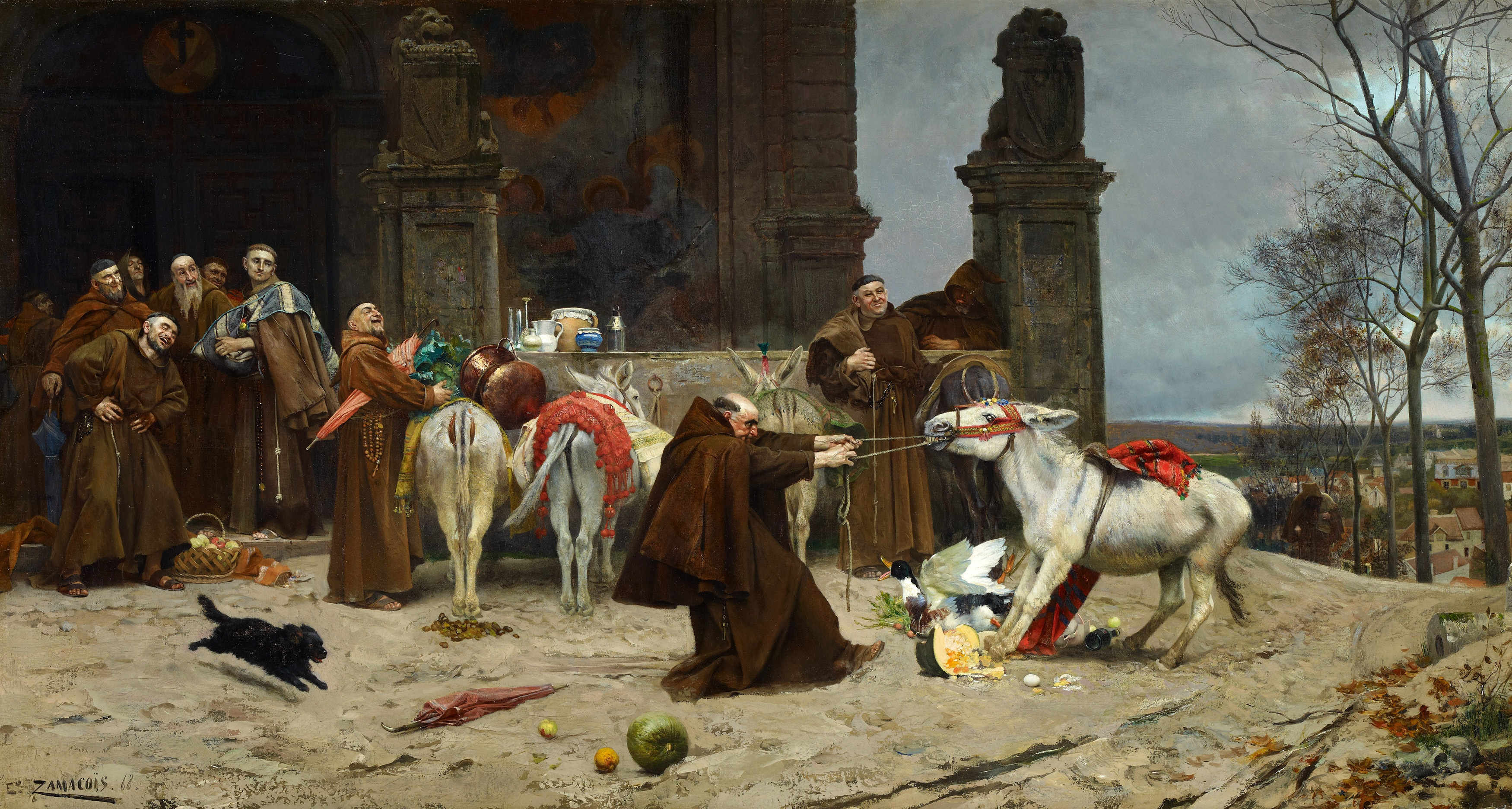
Return to Monastery (Carmen Thyssen Collection, Málaga, 1868).
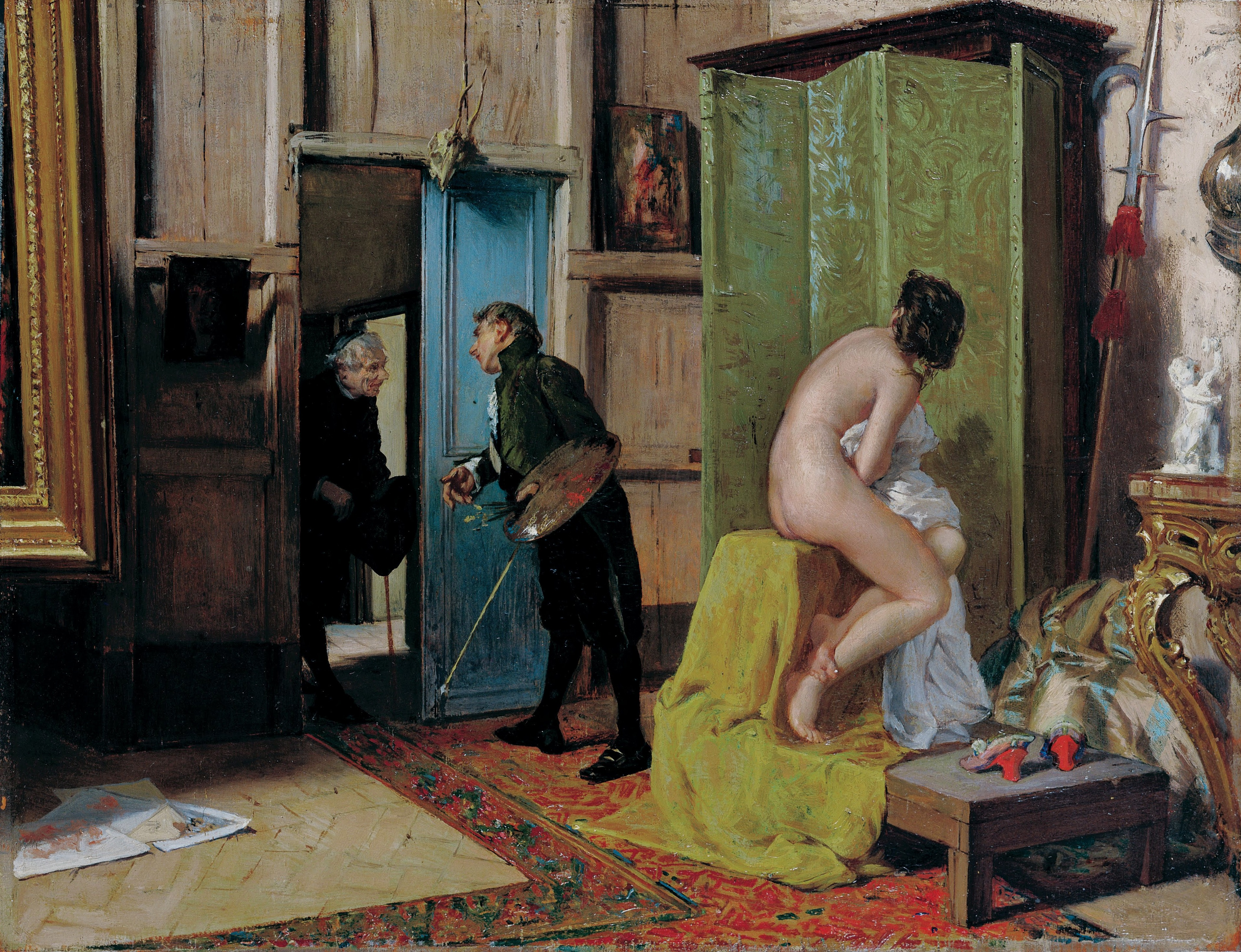
The Untimely Visit (Bilbao Fine Arts Museum, c. 1868).